# Высший церковный суд Сербской православной церкви
Высший церковный суд (серб. Велики црквени суд) — один из органов церковной власти Сербской православной церкви. Он занимается рассмотрением вопросов о преступлениях или нарушениях священнослужителей, монашествующих и мирян, а также решением всех спорных вопросов, которые не входят в компетенцию Священного Архиерейского Собора и Синода. Высший церковный суд СПЦ является постоянным органом и располагается в здании Патриархии в Белграде. 
В настоящее время председателем суда является митрополит Черногорско-Приморский Амфилохий.
Состав Высшего церковного суда:
- три архиерея, назначаемых Священным Архиерейским Синодом из числа своих членов, один из которых также назначается председателем суда
- два почетных члена из числа женатых клириков и два заместителя, выбираемые Синодом на четыре года
- референт из числа клириков

Именно Высший церковный суд изучает, утверждает, изменяет или отменяет решения епархиальных церковных судов, по служебной необходимости или после соответствующей апелляции.